# Polaris (logiciel)
Pour les articles homonymes, voir Polaris.
Polaris est un programme informatique de poker Texas hold'em développé par l'Université de l'Alberta depuis la fin des années 1980. 
En juillet 2007, Polaris joue contre Phil Laak et Ali Eslami, deux professionnels du poker, à l'hôtel Hyatt Regency de Vancouver. Après environ 64 heures de jeu sur deux jours, Polaris fait match nul au premier tour, gagne le deuxième et perd les deux derniers,. Phil Laak avait déjà joué contre le prédécesseur de Polaris, Vexbot, en 2005.
En juillet 2008, Polaris remporte un tournoi contre des joueurs humains à Las Vegas, à l'occasion du Gaming Life Expo 2008,. 
Actuellement Polaris joue uniquement du Limit Texas hold'em en tête à tête (2 joueurs).